# Andy Ogide
Andy Ogide (Tallahassee, 1º ottobre 1987) è un cestista statunitense con cittadinanza nigeriana.

## Carriera
Con la Nigeria ha disputato i Giochi olimpici di Rio de Janeiro 2016 e due edizioni dei Campionati africani (2013, 2015).

## Statistiche

### NCAA
| Anno     | Squadra           | PG | PT | MP   | TC%  | 3P%  | TL%  | RP  | AP  | PRP | SP  | PP   |
| -------- | ----------------- | -- | -- | ---- | ---- | ---- | ---- | --- | --- | --- | --- | ---- |
| 2006-07  | Ole Miss Rebels   | 5  | 1  | 4,8  | 50,0 | -    | 40,0 | 1,2 | 0,4 | 0,0 | 0,2 | 2,4  |
| 2008-09  | Colorado St. Rams | 30 | 30 | 25,1 | 49,8 | 0,0  | 68,5 | 5,8 | 0,6 | 0,6 | 0,6 | 10,1 |
| 2009-10  | Colorado St. Rams | 32 | 30 | 25,1 | 54,5 | 20,0 | 72,5 | 6,5 | 1,0 | 0,8 | 0,4 | 11,7 |
| 2010-11  | Colorado St. Rams | 32 | 32 | 29,5 | 58,7 | 37,5 | 65,1 | 7,7 | 0,7 | 0,8 | 0,6 | 17,2 |
| Carriera | Carriera          | 99 | 93 | 25,5 | 55,0 | 32,3 | 66,9 | 6,4 | 0,7 | 0,7 | 0,5 | 12,5 |

#### Massimi in carriera
- Massimo di punti: 28 vs. Utah (10 marzo 2011)[1]
- Massimo di rimbalzi: 15 vs Texas Christian (27 febbraio 2010)
- Massimo di assist: 3 (4 volte)
- Massimo di palle rubate: 4 Ole Miss (23 dicembre 2010)
- Massimo di stoppate: 3 (2 volte)
- Massimo di minuti giocati: 37 (3 volte)

### Nazionale
| Cronologia completa delle presenze e dei punti in Nazionale - Nigeria | Cronologia completa delle presenze e dei punti in Nazionale - Nigeria | Cronologia completa delle presenze e dei punti in Nazionale - Nigeria | Cronologia completa delle presenze e dei punti in Nazionale - Nigeria | Cronologia completa delle presenze e dei punti in Nazionale - Nigeria | Cronologia completa delle presenze e dei punti in Nazionale - Nigeria | Cronologia completa delle presenze e dei punti in Nazionale - Nigeria | Cronologia completa delle presenze e dei punti in Nazionale - Nigeria |
| Data                                                                  | Città                                                                 | In casa                                                               | Risultato                                                             | Ospiti                                                                | Competizione                                                          | Punti                                                                 | Note                                                                  |
| --------------------------------------------------------------------- | --------------------------------------------------------------------- | --------------------------------------------------------------------- | --------------------------------------------------------------------- | --------------------------------------------------------------------- | --------------------------------------------------------------------- | --------------------------------------------------------------------- | --------------------------------------------------------------------- |
| 21/08/2013                                                            | Abidjan                                                               | Nigeria                                                               | 74 - 59                                                               | Mali                                                                  | AfroBasket 2013 - Fase a gironi                                       | 4                                                                     |                                                                       |
| 23/08/2013                                                            | Abidjan                                                               | Rep. del Congo                                                        | 75 - 93                                                               | Nigeria                                                               | AfroBasket 2013 - Fase a gironi                                       | 0                                                                     |                                                                       |
| 25/08/2013                                                            | Abidjan                                                               | Nigeria                                                               | 91 - 84                                                               | Camerun                                                               | AfroBasket 2013 - Fase a gironi                                       | 0                                                                     |                                                                       |
| 27/08/2013                                                            | Abidjan                                                               | Nigeria                                                               | 112 - 75                                                              | Rep. Centrafricana                                                    | AfroBasket 2013 - Ottavi                                              | 0                                                                     |                                                                       |
| 28/08/2013                                                            | Abidjan                                                               | Nigeria                                                               | 63 - 64                                                               | Senegal                                                               | AfroBasket 2013 - Quarti                                              | 0                                                                     |                                                                       |
| 29/08/2013                                                            | Abidjan                                                               | Capo Verde                                                            | 79 - 76                                                               | Nigeria                                                               | AfroBasket 2013 - Semifinali 5º-8º posto                              | 0                                                                     |                                                                       |
| 30/08/2013                                                            | Abidjan                                                               | Marocco                                                               | 87 - 105                                                              | Nigeria                                                               | AfroBasket 2013 - Finale 7º-8º posto                                  | 0                                                                     |                                                                       |
| 19/08/2015                                                            | Radès                                                                 | Nigeria                                                               | 88 - 63                                                               | Rep. Centrafricana                                                    | AfroBasket 2015 - Fase a gironi                                       | 12                                                                    |                                                                       |
| 21/08/2015                                                            | Radès                                                                 | Uganda                                                                | 59 - 98                                                               | Nigeria                                                               | AfroBasket 2015 - Fase a gironi                                       | 5                                                                     |                                                                       |
| 23/08/2015                                                            | Radès                                                                 | Nigeria                                                               | 59 - 70                                                               | Tunisia                                                               | AfroBasket 2015 - Fase a gironi                                       | 4                                                                     |                                                                       |
| 26/08/2015                                                            | Radès                                                                 | Nigeria                                                               | 83 - 47                                                               | Mozambico                                                             | AfroBasket 2015 - Ottavi                                              | 6                                                                     |                                                                       |
| 27/08/2015                                                            | Radès                                                                 | Gabon                                                                 | 64 - 88                                                               | Nigeria                                                               | AfroBasket 2015 - Quarti                                              | 5                                                                     |                                                                       |
| 29/08/2015                                                            | Radès                                                                 | Senegal                                                               | 79 - 88 dts                                                           | Nigeria                                                               | AfroBasket 2015 - Semifinali                                          | 0                                                                     |                                                                       |
| 30/08/2015                                                            | Radès                                                                 | Angola                                                                | 65 - 74                                                               | Nigeria                                                               | AfroBasket 2015 - Finale                                              | 10                                                                    | 1º titolo                                                             |
| 07/08/2016                                                            | Rio de Janeiro                                                        | Nigeria                                                               | 66 - 94                                                               | Argentina                                                             | Olimpiadi 2016 - Fase a gironi                                        | 11                                                                    |                                                                       |
| 09/08/2016                                                            | Rio de Janeiro                                                        | Lituania                                                              | 89 - 80                                                               | Nigeria                                                               | Olimpiadi 2016 - Fase a gironi                                        | 5                                                                     |                                                                       |
| 11/08/2016                                                            | Rio de Janeiro                                                        | Nigeria                                                               | 66 - 94                                                               | Spagna                                                                | Olimpiadi 2016 - Fase a gironi                                        | 4                                                                     |                                                                       |
| 13/08/2016                                                            | Rio de Janeiro                                                        | Croazia                                                               | 76 - 90                                                               | Nigeria                                                               | Olimpiadi 2016 - Fase a gironi                                        | 2                                                                     |                                                                       |
| 15/08/2016                                                            | Rio de Janeiro                                                        | Brasile                                                               | 86 - 69                                                               | Nigeria                                                               | Olimpiadi 2016 - Fase a gironi                                        | 0                                                                     |                                                                       |
| Totale                                                                |                                                                       | Presenze                                                              | 19                                                                    |                                                                       | Punti                                                                 | 68                                                                    |                                                                       |